# 専売制
専売制（せんばいせい, Government monopoly）とは、国家などが財政収入を増加させるために、特定物資の生産・流通・販売などを全面的に管理下に置いて、そこから発生する利益を独占する制度。品質保証、安全管理、公衆衛生上の意味合いもある。
専売制を導入するためには対象となる消費物資の生産・流通が集中的である必要がある。例えば、特定の地域でしか生産が出来ず生産地域及び生産者が限定的であることが重要である（生産地も全国的に拡散しているよりも産地が限定されていた方が生産・流通の把握の面で望ましい）。また、消費物資に対する需要が恒常的・普遍的に高いことも重要であり、「生活必需品」であればなお望ましいと言える。専売制の対象となるケースになりやすい塩や酒、煙草などはその条件に近い場合が多く、逆に耕作地が全国的に広がっており大量生産されている穀物類の専売は実例はあるものの多くはない。
また、専売の対象が域内であるか域外であるかも、重要な要素となる。域内の人民に対して租税の代わりとして専売を行う方法と域外の市場に対して独占的に販売する専売が考えられる。生産に対する姿勢は両者の場合で異なり、前者においては生産も統制される場合があるが、後者においてはやや緩やかで生産奨励策が合わせて行われる場合もある。

## 長所と短所
消費物資から租税を徴収する仕組としては消費税などが考えられるが、専売制はこれを更に徹底して生産・流通・販売の過程を全面的に支配することで競争原理を排除して独占的利益を収める方法である。原価が安い生活必需品に高い専売価格を定めることによって莫大な財政収入を得ることが可能になる一方で、専売の過程において生じるリスクを抱え込む危険性も併せ持っていた。

## 日本

### 江戸時代
江戸幕府や諸藩は、領内の特定商品の仕入れと販売に介入し、利益を上げるために専売制度を実施した。幕府・藩が直接経営者となるのではなく、商人・豪農に請け負わせ、その利益を上納させるところに、戦前の専売制度との違いがある。

#### 幕府
幕府は、江戸時代中期以降に、米・箔（金箔・銀箔など）・石灰・銅などの専売を実施した。

#### 藩
藩財政の窮乏を打開するために商品生産を藩が保護・奨励し、藩営の国産会所（物産会所）を設けて、買い上げと販売を請負商人などに独占させ、その利潤を藩の収入に充当した。
江戸時代の初期から行われた。仙台藩・加賀藩の塩、盛岡藩の紫根、会津藩・米沢藩の漆蝋（漆の実を原料にした蝋）などがある。
江戸時代中期以降になると、藩政改革の一環として採用された。大坂・江戸などの中央市場での米価の低下が深刻化し、新田開発による耕地の増大や年貢増徴による収入の増加も頭打ちとなった。そのために年貢米以外の収入源の開発・育成が急務となったからである。最も多いのは紙の専売である。長州藩・岩国藩・徳山藩・津和野藩・松江藩、広島藩・宇和島藩・土佐藩・水戸藩などで実施された。東北地方の諸藩の漆・漆蝋、西南諸藩の櫨（染料・用材）・櫨蝋（櫨の実を原料にした蝋）、姫路藩の木綿、徳島藩の藍、薩摩藩の砂糖などがある。この他、鉄・銅・真鍮などの金属や石炭、繰綿（綿花から綿実を除去したもの）・木綿・生糸などの衣料原料、青莚（せいえん・あおむしろ、七島藺で作る畳）、茶・タバコなどの嗜好品も対象となる場合もあった。
しかし、多くの場合領民への作物の強制的な生産割当や安価な価格による強制買上につながった事から、専売制に反対する一揆も各地で起こっている。

### 明治維新以後
戦前には、政府はタバコ・塩・樟脳・アルコール・あへんに専売制を実施した。戦後には、タバコ・塩・樟脳を扱う日本専売公社が発足した。
タバコ
煙草への課税は1876年（明治9年）1月に煙草従価印紙税法が施行され、印紙の貼付という方法で煙草税が課せられたことに始まる。日清戦争後に財政収入を増やすために、煙草税則が改められ、葉煙草専売法が1896年3月28日公布され、1898年（明治31年）1月1日施行され、葉タバコの専売を開始した。1899年3月2日の改正法公布により1899年8月15日から輸入葉たばこも専売となった。その後、日露戦争の戦費調達のために1904年（明治37年）4月1日、煙草専売法が公布、7月1日、施行され（ただし刻み煙草は1905年4月1日施行）収納から製造販売および葉煙草ならびに製品の輸入移入に至るまでことごとく専売の対象を広げた。1921年4月1日、朝鮮総督府は、朝鮮煙草専売令を制定した。タバコ専売の開始以来、大蔵省（専売局）が直接経営していたが1949年（昭和24年）6月からは日本専売公社が引き継いだ。
その後、1984年（昭和59年）8月に「専売改革関連法」が成立し、あらたに「たばこ事業法」が制定される一方、「たばこ専売法」および「製造たばこ定価法」が廃止された。
そして、1985年（昭和60年）4月に日本専売公社を廃止して日本たばこ産業株式会社が発足し、ついにタバコの専売制度は廃止された。

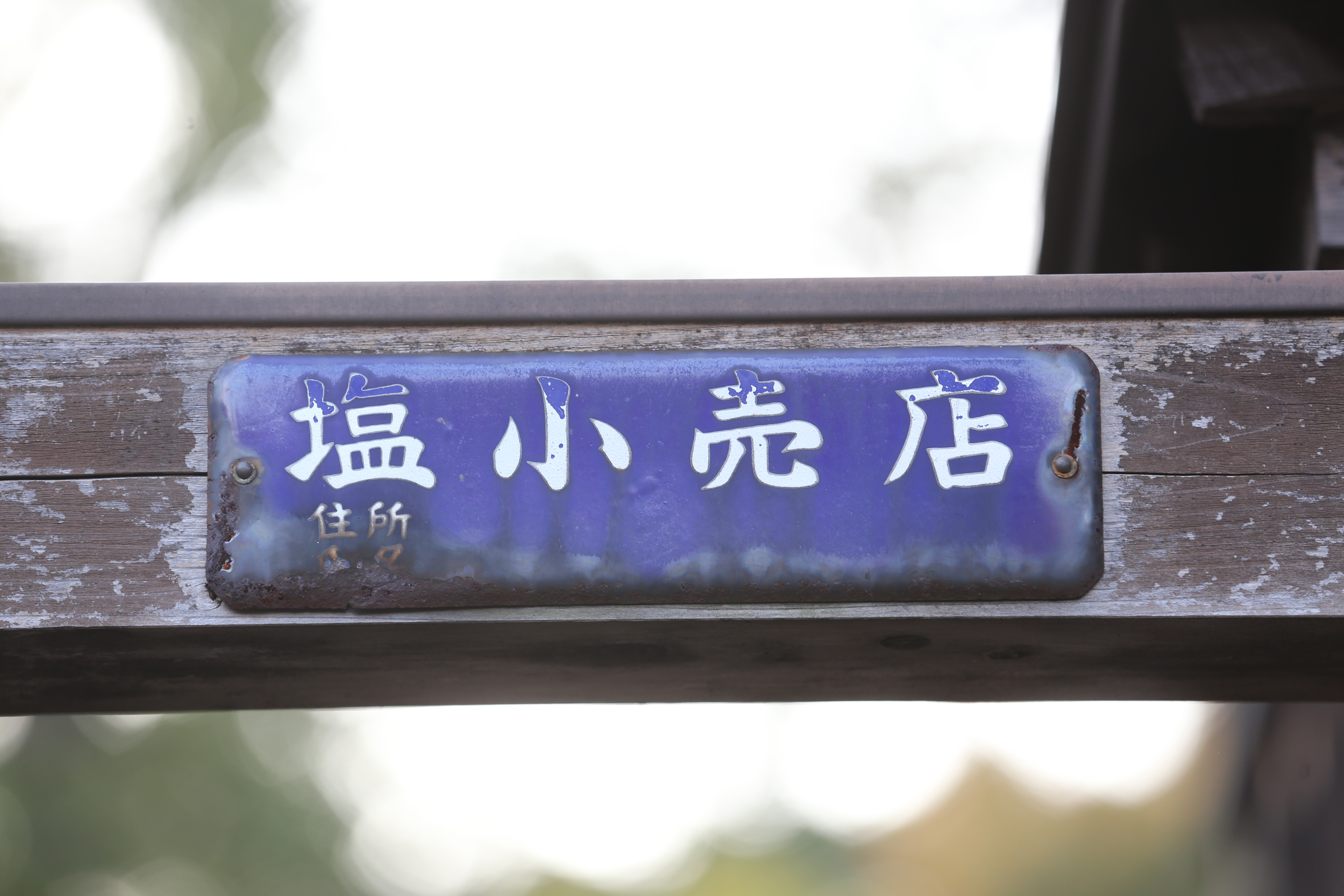
塩
1905年開始。塩専売法は1905年1月1日公布、6月1日施行。1997年廃止（塩専売法廃止、塩事業法施行）。
日露戦争の戦費調達のため、塩に課税する案が出された。課税に反対する側が塩の専売制を主張し、専売制が法制化された。塩専売法実施による塩価の急激な高騰は世論を喚起し、非難は少なくなく、1906年（明治39年）以後議会ごとに廃止論議が行われたが、政府はこれに応じることはなかった。しかし一方で政府は制度運用の改善に努め、1918年（大正7年）ついに収益主義を事実上廃し、公益主義を採って需給調節と塩業保護を目的とするようになり非難はおさまった。1949年（昭和24年）、大蔵省専売局から日本専売公社に塩の専売事業が移管された。1997年（平成9年）、ついに専売制が廃止された（併せて、日本たばこ産業株式会社の事務は財団法人塩事業センターに移管）。2002年（平成14年）、販売が完全自由化された。
1899年4月26日、台湾総督府は台湾食塩専売規則（律令）を制定した。
アルコール
1937年に開始。アルコール専売法は1937年3月31日公布。2001年廃止（アルコール専売法廃止、アルコール事業法施行）。
樟脳・樟脳油
1902年開始。1962年廃止。内地の樟脳専売は1903年（明治36年）6月17日粗製樟脳・樟脳油専売法公布、10月1日施行、これより前に台湾では1899年（明治32年）6月22日台湾樟脳及樟脳油専売規則が制定され（律令）、8月実施されたが、これまでふるわなかった内地製脳業は台湾樟脳専売による樟脳市価の急騰の影響を受け、活況を呈し、台湾の専売樟脳と市場で競争するようになり、内地台湾共通の専売法の制定の必要が生じ、1903年6月17日粗製樟脳、樟脳油専売法が公布され、10月1日施行された。内地のセルロイド工場の発展により、原料である樟脳油の需要が高まった。
あへん（阿片）
国連麻薬条約において阿片を国が管理することが求められたことから、国の委託を受けた者が阿片を輸入することができるなどの制度が規定が整備された。これにより形式上は阿片は国の専売品とされ、国の委託を受けた輸入者により、多い年には100トンを超える阿片が輸入されている。

## 中国の専売制度
春秋時代、斉の桓公から国家財政の収入を増やす方法を問われた宰相の管仲は、民に塩を生産させて税として集め、国家が販売する方法を提案している。これが、中国における塩の専売の嚆矢であるとみなされることがある。
前漢の武帝は、匈奴との戦いで逼迫した財政を再建するために鉄や塩などの専売を行った。これには国家が利益追求を行って庶民から財を貪るものだとして儒学者から反対の声が上がり、次の昭帝の代にはこの政策の賛否を巡る論争会が開かれた（この論争を纏めたのが『塩鉄論』であると言われている）。
『三国志』で著名な蜀でも諸葛亮が塩の専売による財政充実を行ったことが知られている。また、同国の将軍・関羽が中国最大の鹹湖である「解池」がある河東郡解県（現在の山西省運城市塩湖区解州鎮）の出身であったために、元々は塩の密売人であったという伝説が伝えられ、そこから後に関羽を「商売の神様」とする考えが生まれたと言われている。
唐の中期、安史の乱で財政が逼迫すると、第五琦の案によって塩の専売が行われた。後に中央政府の政策となって一時は財政収入の半分を占めるまでとなった。だが、専売制実施前には1斗あたり10銭であった塩の価格が専売制実施後には110銭に引き上げられ、更に財政逼迫の度に値上げされた事から人々の生活は困窮して黄巣の乱が勃発する。首謀者の黄巣も元々塩の密売人であった。
北宋に入ると、人々の生活必需品となった茶が専売品として追加されて塩と並ぶ重要な財政の基盤となった。だが、同時に政府財政が逼迫すると安易な値上げや品質の引き下げなどが行われて、人々を苦しめる事となった。そのような状況の下で、塩などの密売人が各地に出没するようになる。政府は死刑をもって取り締まろうとするものの、専売品があまりにも高価で劣悪過ぎたために却って良質な密売品の方が値段が安くなったために、密売品販売による利益は厚く、誘引となったために根絶する事が出来なかったという。
中国は海岸線こそ広いものの、領土が奥地に広がっていることや人口が膨大なために、多くの人々が直接塩を手にする機会に乏しかった。また、生産地が限定されていた茶についても同様のことが言えた。それを利用した専売政策は形を変えながらも辛亥革命以後にまで継続されたのである。
1949年の中華人民共和国成立後には、酒類と加工済みのタバコ製品及び関連するタバコの葉、フィルタートウ、タバコ用紙、タバコ製造機械などが専売品となっている。酒類は1980年に国家による専売制を廃止したが、その後偽造酒による死亡事件、傷害事件が相次いでおり、復活を検討する動きもある。酒類の専売廃止後も塩の専売は維持されてきたが、2014年11月の報道によれば、2017年までに段階的に廃止していく方針であるとされる。
なお、現代中国語において「專賣」という言葉は、専売制の他に、特定の商品に絞った専門販売、専門店という意味でも使われているので注意が必要である。現在、中国ではたばこの製造、販売は中国たばこの独占である。

## 朝鮮半島
高麗時代において忠宣王の治世中から権塩法が施行し、塩の専売を行った。高麗時代においては塩との交換できる物品は布に限定された。
塩の専売は李氏朝鮮においても継続され、州や郡ごとに塩場が置かれ、課塩法により塩との交換品目を布の他に米、雑穀が追加された。一方で民間が生産した塩に税をかける形で私塩も容認された。
1445年に私塩場を全廃し塩の生産を全て官営とする義塩法を施行するが批判が多く1446年に廃止した。以降は私塩を認めたものの官衙の徹底した管理に置かれた。このために基本的に官製塩が主流となった。
一方、タバコと朝鮮人参（オタネニンジン）は一貫して専売制がとられ、日本統治時代には朝鮮総督府専売局、解放後は専売庁、1989年には国営の韓国タバコ人参公社がそれぞれ専売を行ってきた。しかし、専売制の廃止や人参部門の分社化（現在の韓国人参公社）、民営化などを経て、現在はKT&Gとなっている。

## イギリス占領下のインド
インドにおけるイギリス植民地政府が塩を専売制にしたため、1930年にマハトマ・ガンディー並びに彼の支持者が塩の行進と呼ばれる抗議活動を行った。

## 北欧諸国

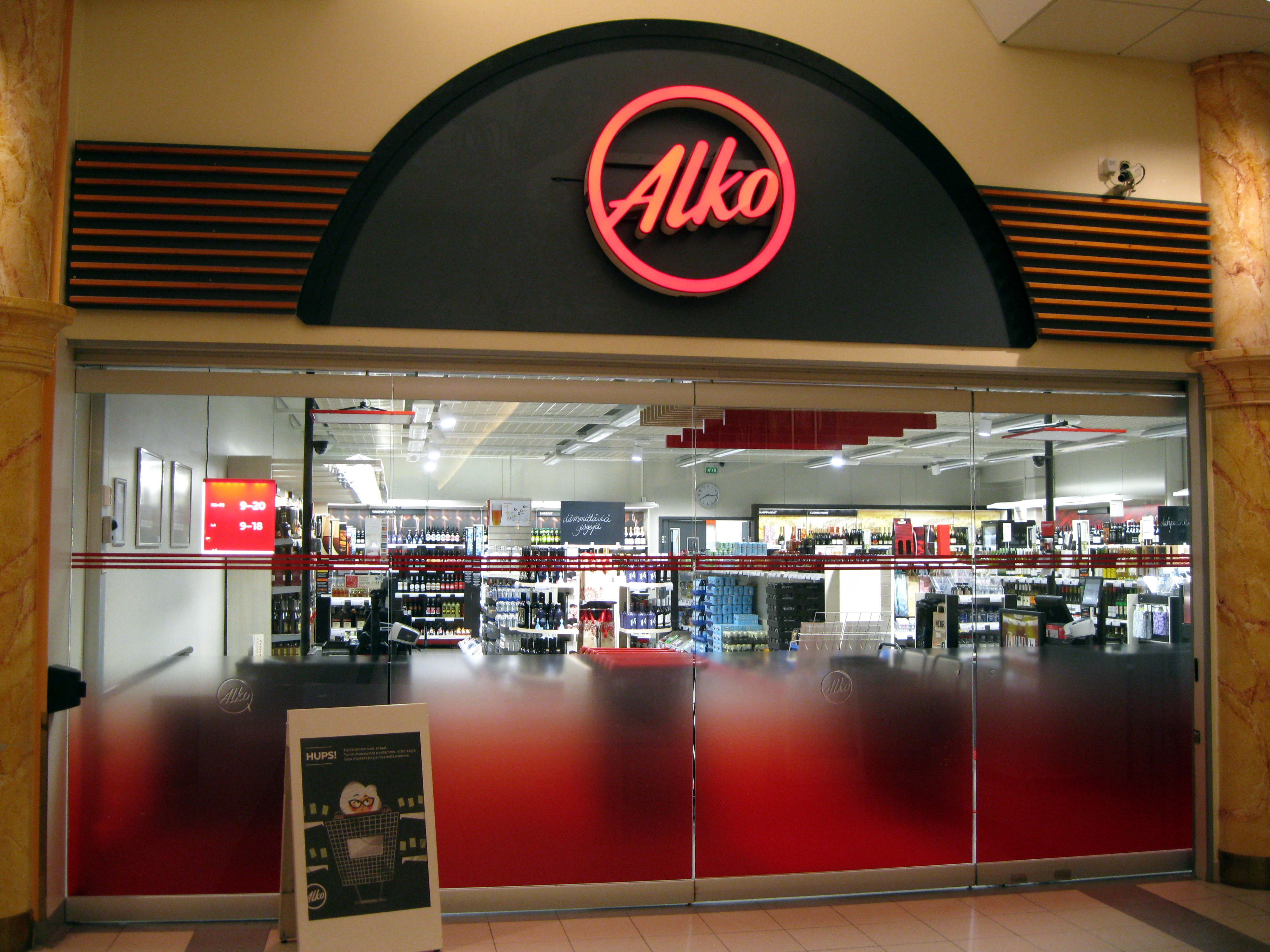
フィンランドAlkoの店舗

北欧諸国ではアルコール乱用死者の多さのため禁酒の歴史があり、現在も小売においてアルコール専売制が敷かれている。
- アイスランド - 国営企業 Vínbúð（英語版）
- スウェーデン - 国営企業 Systembolaget（英語版）
- ノルウェー - 国営企業 Vinmonopolet（英語版）
- フィンランド - 国営企業 Alko
- フェロー諸島 - 国営企業 Rúsdrekkasøla Landsins（英語版）